# Петро Барбон
Петро Барбон, Петро з Барбони (італ. Pietro di Barbona; нар. ? — пом.
1588, Львів) — львівський архітектор.

## Біографія
Скоріш за все, походив з місцевості Барбона в Італії (зокрема, так стверджував Тадеуш Маньковський). На думку Владислава Лозинського, був італійцем зі Швейцарії.
Жив у Львові у 1550-ті—1580-ті роки. Не входив до створеного 1582 року цеху будівничих і, ймовірно, не приймав міського права (громадянства) Львова. Проживав у будинку на вулиці Краківській. Працював переважно спільно з Павлом Римлянином. Збудував коштом львівського міщанина, купця Давида Русина останню кондигнацію вежі-дзвіниці при братській Успенській церкві, яка завалилась 1570 року. Після позову Давида Русина до суду повернув йому 310 злотих.
Збудував нову дзвіницю при братській Успенській церкві разом з Павлом Римлянином, що носить назву «вежа Корнякта». В. Лозинський припускав, що її взірцем була вежа S. Spirito у Римі, а Січинський вказував на подібність її з вежами костелів Мадонни дель Орто та святого Стефана у Венеції. У роках спорудив палац на площі Ринок, 6 у стилі італійського Відродження для купця Константина Корнякта (1571–1580, думка Владислава Лозинського і Богдана Януша). На замовлення міщанина Томаша Альберті облаштував монументальний колодязь на площі Ринок (не збережений). Завершено його 1589 року вже після смерті Барбона. Історик Денис Зубрицький приписував йому проект Успенської церкви, що не було підтримано істориками у подальшому. Барбон мав великий вплив на творчість українських архітекторів Павла Римлянина і Амвросія Прихильного. Зберігся заповіт Барбона від 1588 року, який для дослідників став основним джерелом відомостей.

## Нащадки

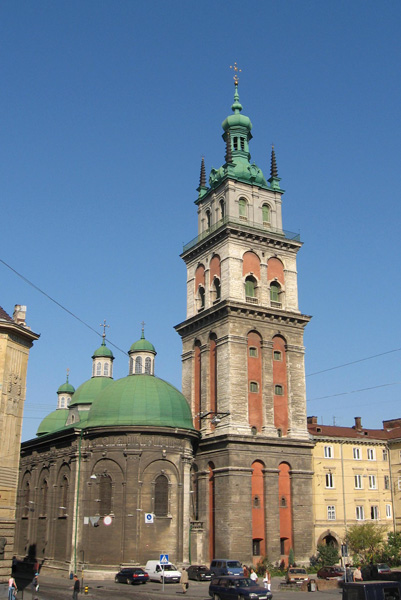
Вежа Корнякта

У другій половині XVII століття деякі нащадки Петра Барбона поселяються до Остерського повіту Чернігівської губернії. Там поблизу села Зазим'я засновують скляний промисел — гуту. З часом асимілюються з місцевим населенням, через що у Зазим'ї стає поширеним прізвище Барбон.[джерело?]
Серед них можна виділити видатного історика Миколу Барбона та Ніну Барбон, яка під час ІІ світової війни брала участь в одній з підпільних київських організацій і була замучена німцями у 1943 році.[джерело?]